# باشگاه ورزشی مونت دور
باشگاه ورزشی مونت دور یک باشگاه فوتبال از لی مونت دور، نومئا، کالدونیای جدید است که در سوپر لیگ کالدونیای جدید بازی می‌کند.

## افتخارات
- سوپر لیگ کالدونیای جدید: ۴ قهرمانی
- جام حذفی کالدونیای جدید: ۳ قهرمانی